# Йохан I (Хабсбург-Лауфенбург)
Йохан I фон Хабсбург-Лауфенбург (на немски: Johann I von Habsburg-Laufenburg; † 21 септември 1337 при Гринау) е граф на Хабсбург-Лауфенбург, граф от фамилията Раперсвил, ландграф в Клетгау (1297 – 1337).

## Биография
Той е единственият син на граф Рудолф III фон Хабсбург-Лауфенбург-Раперсвил (1270 – 1314) и съпругата му Елизабет фон Раперсвил († 1309), вдовица на граф Лудвиг I фон Хомберг-Раперсвил († 27 април 1289), дъщеря наследничка на граф Рудолф IV фон Раперсвил († 28 юли 1262) и Мехтилд фон Нойфен († сл. 1267).
Той е убит на 21 септември 1337 г. като командир в битката при Гринау с имперския град Цюрих.

## Фамилия
Йохан фон Хабсбург-Лауфенбург се жени пр. 25 юли 1328 г. за Агнес фон Верд († 12 юни 1352), дъщеря на Зигизмунд фон Верд-Ерщайн († сл. 10 май 1308) и Алайдис фон Бламонт († сл. 1347). Те имат седем деца:
- Аделхайд фон Хабсбург († ок. 1370), омъжена за граф Хайнрих III (IV) фон Монфор-Тетнанг († 1408)
- Елизабет фон Хабсбург-Лауфенбург († пр. 22 юли 1367), омъжена ок. 1360 г. за граф Йохан II фон Валдбург († 1424)
- Рудолф IV († септември 1383), граф в Лауфенбург 1353, женен на 9 февруари 1354 г. за Верена/Елизабет Гонзага (1348 – 1383), дъщеря на Филипино Гонзага
- Йохан II (+ 17 декември 1380), граф на Хабсбург-Лауфенбург, ландграф в Зизсгау и Ной-Раперсвил, женен 1352 г. за Верена дьо Ньофшател († 1372)
- Готфрид II († 10 юли 1375), граф на Хабсбург-Лауфенбург в Алт-Раперсвил, граф в Клетгау, женен I. за принцеса Агнес фон Тек († 20 май), II. за Елизабет фон Оксенщайн
- Катарина фон Хабсбург, монахиня в манастир Кьонигсфелден
- Анна фон Хабсбург († сл. 1353), канонеса в Зекинген 1353